# Ousmane Dabo
Ousmane Dabo (Laval, 8 februari 1977) is een Frans oud-profvoetballer. Hij stond het laatst onder contract bij het Amerikaanse New England Revolution.
In 2006 waren er verschillende clubs uit de Premier League geïnteresseerd in Dabo. Hij heeft uiteindelijk voor Manchester City gekozen. Op de website van de club gaf Dabo aan zeer gelukkig te zijn. Hij had veel aanbiedingen maar heeft uiteindelijk voor City gekozen, omdat het een mooie, grote club is, met een grote historie. Hij had twee jaar eerder met Lazio Roma een oefenduel gespeeld in de thuishaven van Manchester City en toen hij zag hoe het publiek te keer ging was hij verliefd. Dabo kwam in zijn tijd bij Manchester City vooral in het nieuws nadat hij tijdens een ruzie door toenmalig ploeggenoot Joey Barton het ziekenhuis in werd geslagen.
Hierop deed Dabo aangifte, waarop de politie Barton arresteerde.
Barton heeft hierop schuld bekend.
In januari 2008 koos Dabo ervoor om terug te keren naar Rome om vervolgens de clubkleuren te verdedigen van Lazio Roma.
In juni 2010 besloot Lazio het aflopende contract van Dabo niet te verlengen waarop deze Lazio verliet.
In februari 2011 werd bekend dat Dabo een contract had getekend voor het Amerikaanse New England Revolution. Na drie wedstrijden hing hij zijn schoenen aan de haak.
Ousmane heeft nog een jongere broer, Moussa, die net zoals hij als middenvelder speelt.

## Statistieken
| Seizoen   | Club                   | Land      | Competitie          | Wedstrijden | Doelpunten |
| --------- | ---------------------- | --------- | ------------------- | ----------- | ---------- |
| 1995/1998 | Rennes                 | Frankrijk | Ligue 1             | 40          | 2          |
| 1998/1999 | Inter Milan            | Italië    | Serie A             | 13          | 0          |
| 1999      | Vicenza (verhuurd)     | Italië    | Serie A             | 13          | 0          |
| 1999/2000 | Parma F.C.             | Italië    | Serie A             | 16          | 0          |
| 2000      | AS Monaco              | Frankrijk | Ligue 1             | 16          | 0          |
| 2000/2001 | Vicenza                | Italië    | Serie A             | 17          | 1          |
| 2001/2003 | Atalanta               | Italië    | Serie A             | 52          | 4          |
| 2003/2006 | Lazio Roma             | Italië    | Serie A             | 79          | 3          |
| 2006/2008 | Manchester City        | Engeland  | Premier League      | 13          | 0          |
| 2008/2009 | Lazio Roma             | Italië    | Serie A             | 18          | 1          |
| 2011-     | New England Revolution | USA       | Major League Soccer | 3           | 0          |
| Totaal    |                        |           |                     | 280         | 11         |